# Maurice Pelgrims

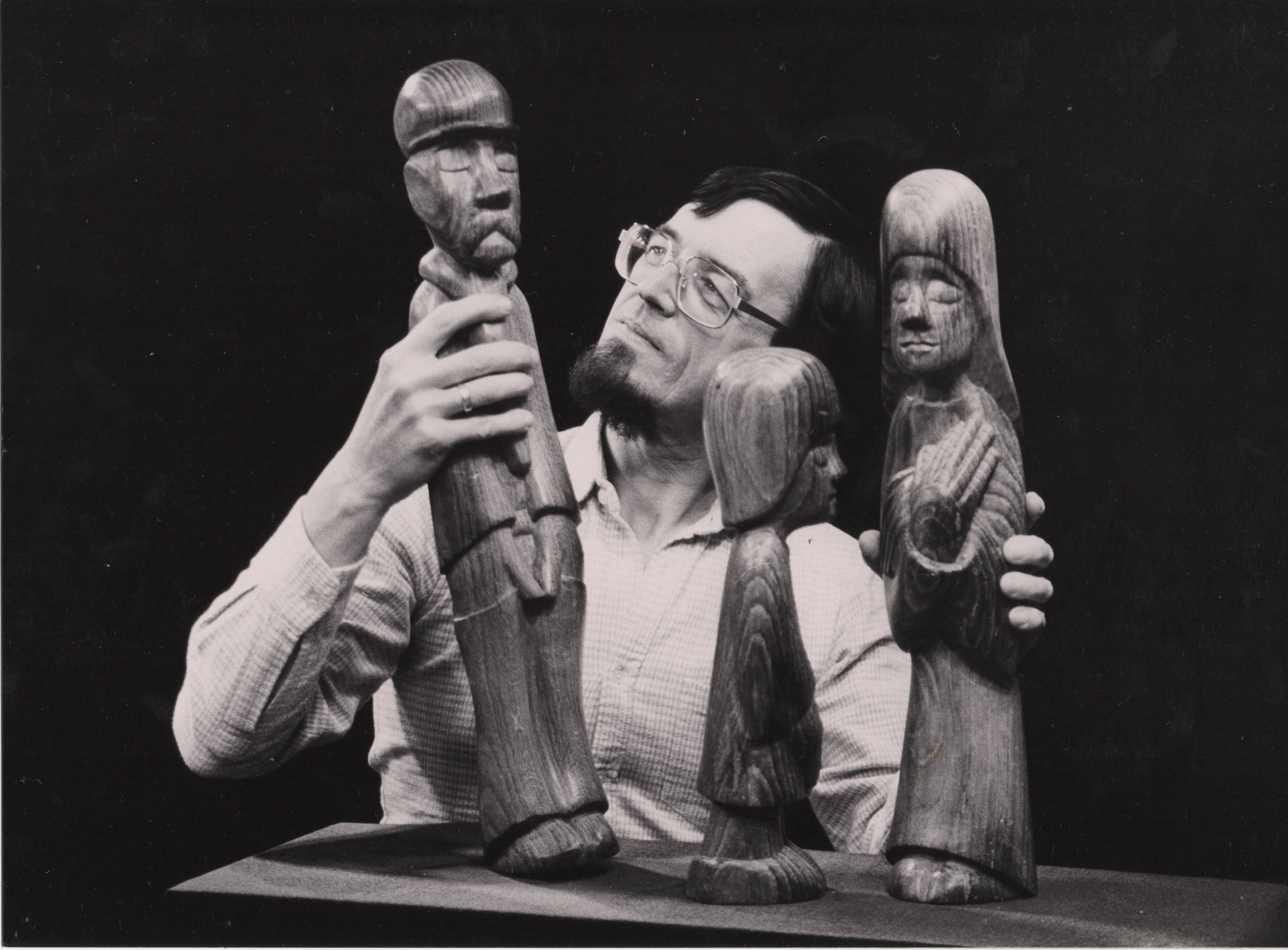
De Pelle

Maurice Pelgrims ("Pelle") (Baal, 9 september 1941 - Willebroek, 22 juni 2019) was een autodidactisch beeldhouwer. Hij is vooral gekend voor zijn eiken figuratieve beelden.

## Biografie
Maurice Pelgrims was onderwijzer in Bornem. In zijn vrije tijd schilderde en boetseerde hij. Hij kreeg zijn eerste solotentoonstelling in 1973 in Willebroek met beeldhouwwerken en sombere mysterieuze schilderijen.
Door zijn contacten met de beeldhouwer Herman De Cuyper uit Blaasveld ging hij zich na deze tentoonstelling uitsluitend toeleggen op beeldhouwen in hout, met een voorkeur voor oude eik. In 1974 werden deze beelden getoond op een solotentoonstelling in Willebroek.
Typerend voor zijn werk is dat hij zich zo veel mogelijk aan de oorspronkelijke vorm en structuur van het houtblok hield en slechts wegkapte wat noodzakelijk was. Hij maakte figuratieve beelden met abstracte inslag van personages uit zijn verbeelding. Deze beelden straalden emotie uit, soms met humoristische inslag. Hij legde de nadruk op het hoofd en de handen.
Hij nam deel aan talrijke individuele en groepstentoonstellingen in Vlaanderen, vooral in de regio Klein-Brabant, meestal in culturele centra en enkele galerijen en in zijn eigen atelier.
Zijn werk "Pater Damiaan" staat in het Damiaanmuseum in Leuven.